# Heteropoda venatoria japonica
Heteropoda venatoria là một phân loài nhện trong họ Sparassidae.
Loài này thuộc chi Heteropoda. Heteropoda venatoria japonica được Embrik Strand miêu tả năm 1907.

## Hình ảnh

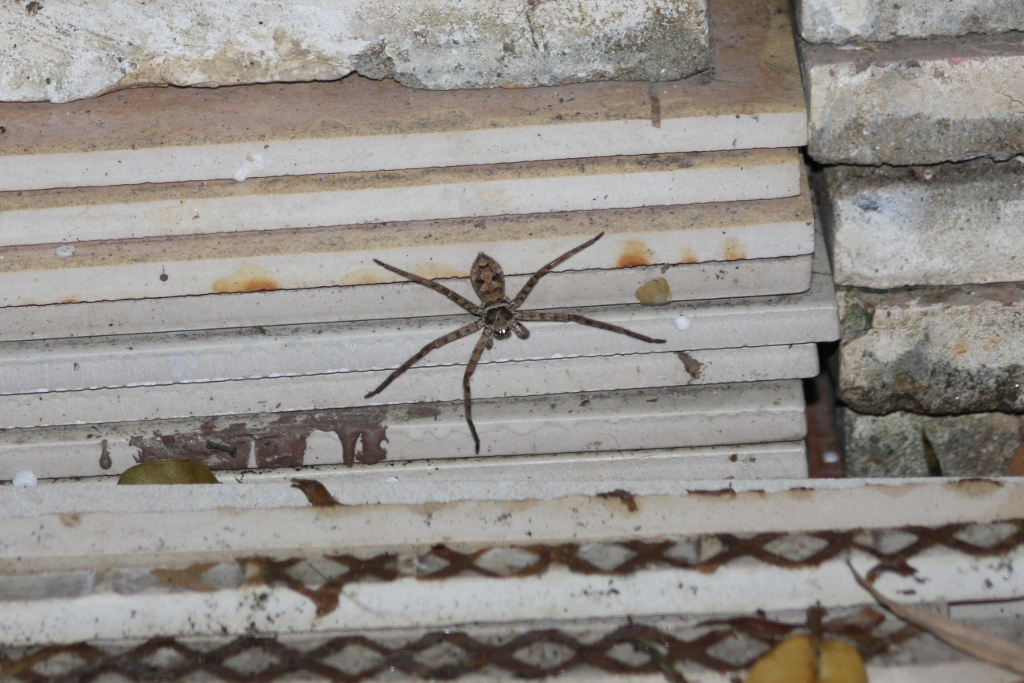
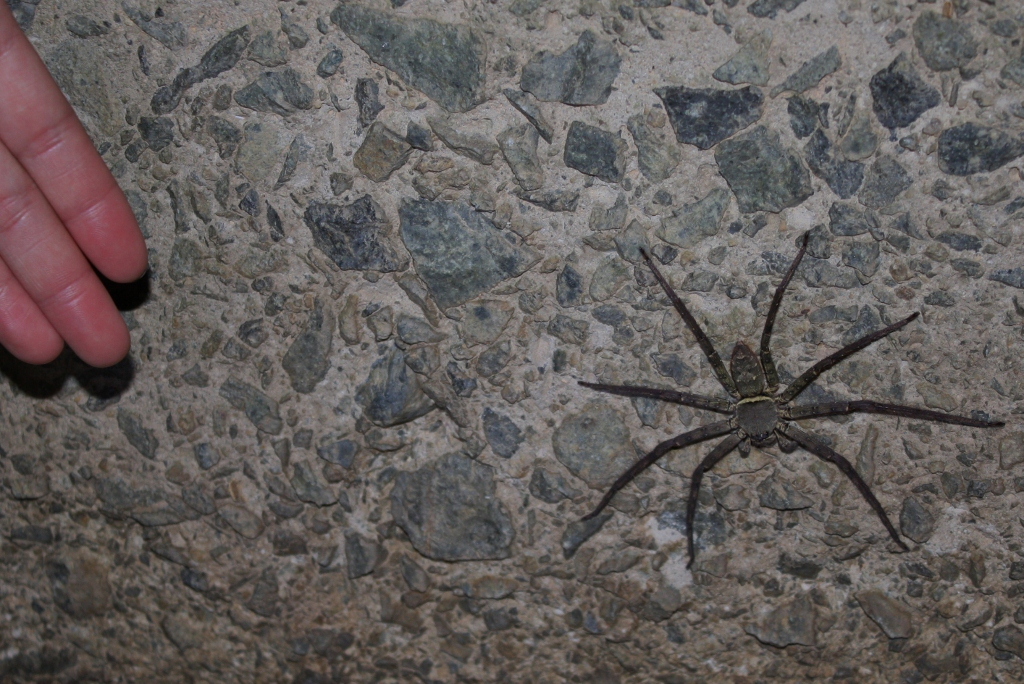
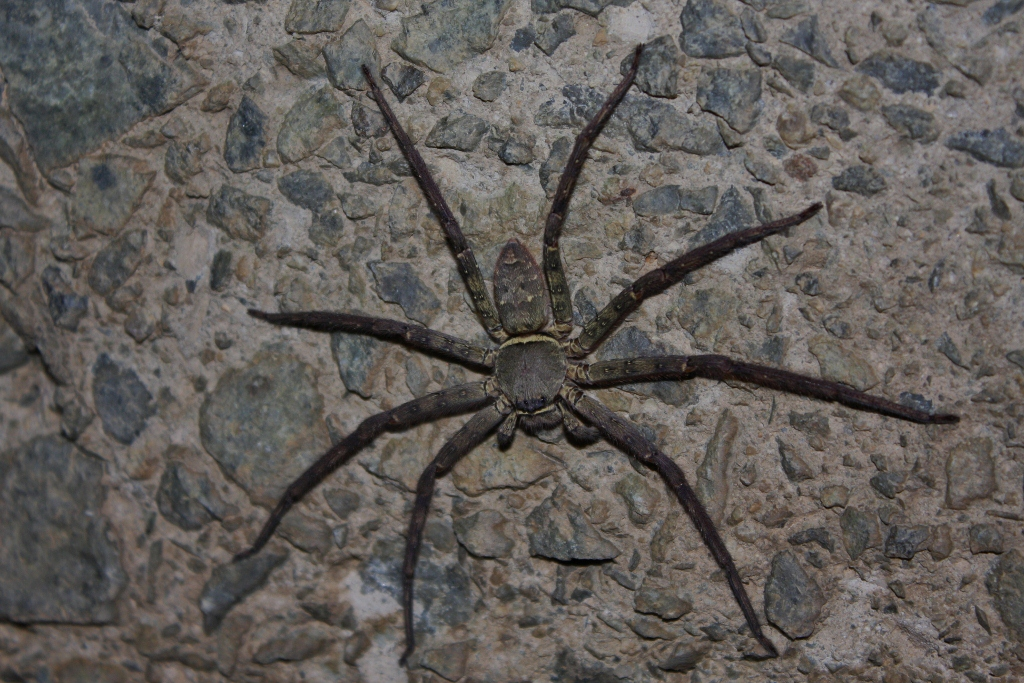
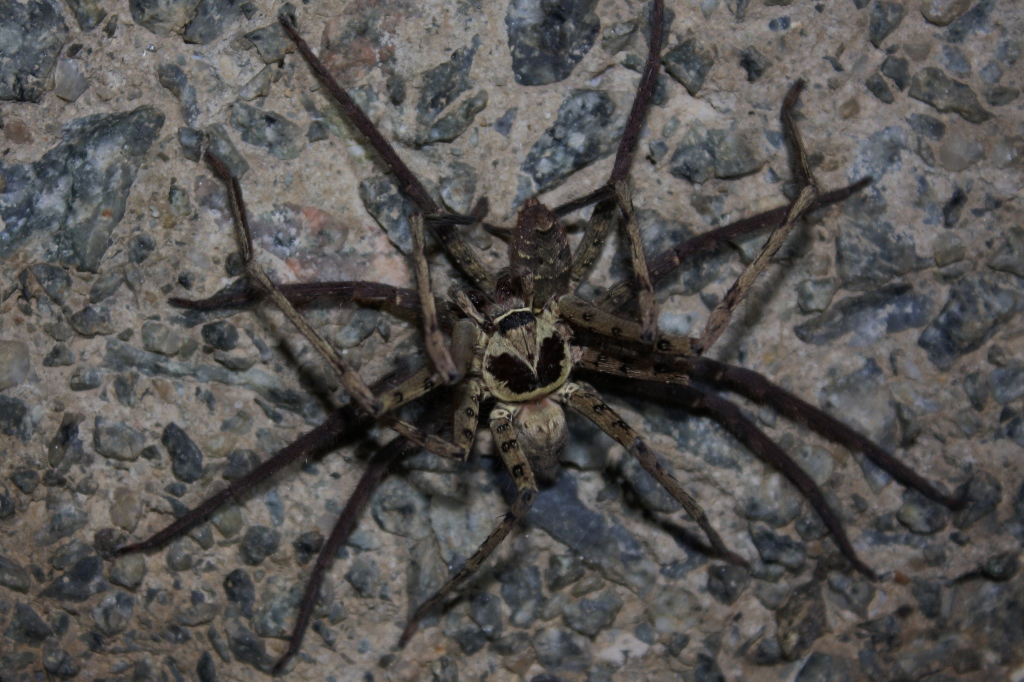